# Hundhaupten
Hundhaupten là một đô thị ở huyện Greiz, ở bang Thüringen, Đức. Đô thị này có diện tích 7,81 km², dân số thời điểm ngày 31 tháng 12 năm 2006 là 386 người.